# ميليتي

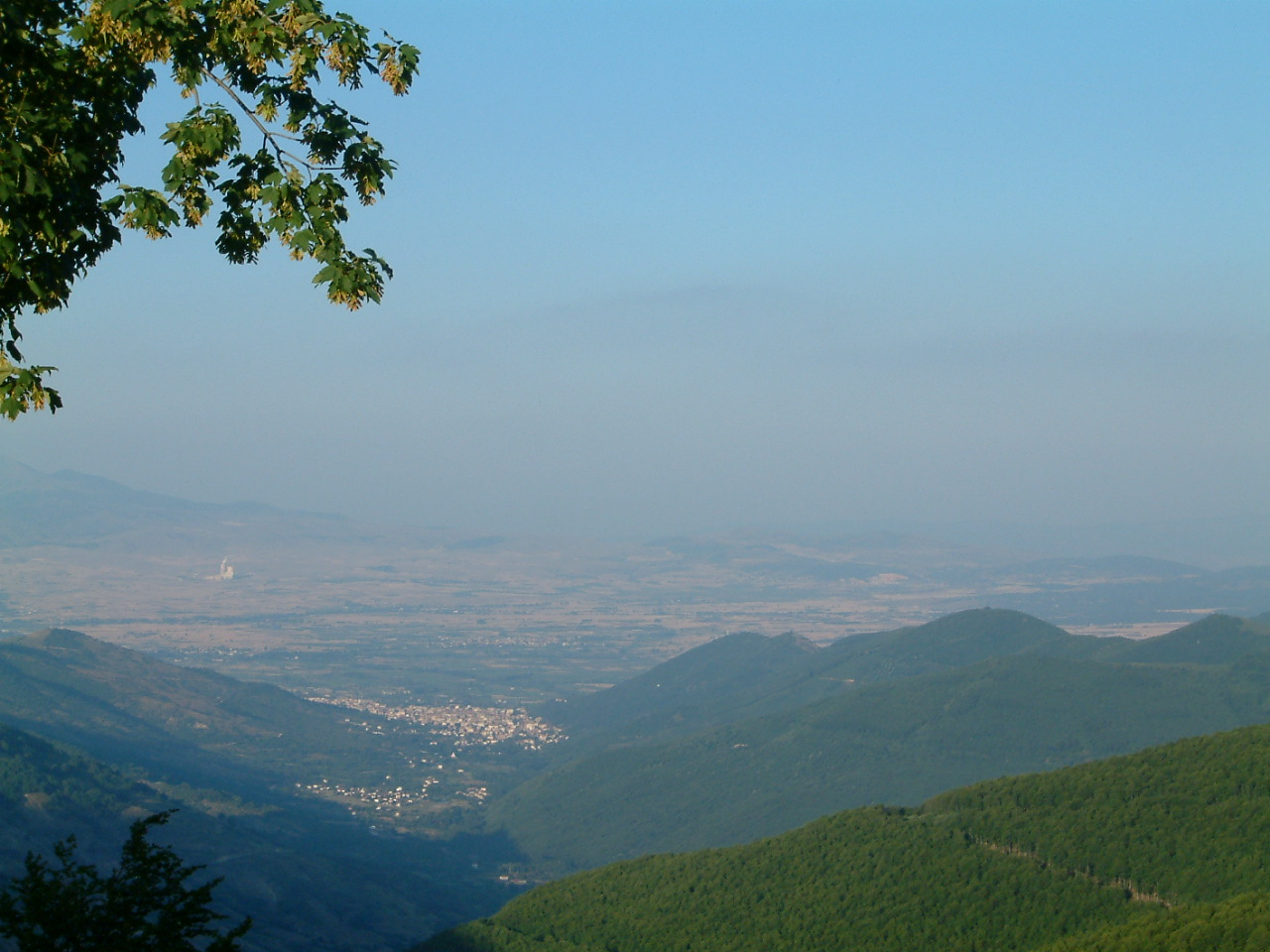
مدينة فلورينا

ميليتي (Μελίτη) هي مدينة في فلورينا في مقاطعة فوريا إلادا في اليونان.تقع على بعد 15 كم في الشمال الشرقي من مدينة فلورينا.

## مراجع

موقع